# シュードモナス目
シュードモナス目（シュードモナスもく、Pseudomonadales）とは真正細菌プロテオバクテリア門における目の一つである。ガンマプロテオバクテリア綱のタイプ目であり、この目におけるタイプ属はシュードモナス属である。シュードモナス目はシュードモナス科、モラクセラ科、Pseudohongiellaceae科、Ventosimonadace科で構成され、これらの中にはシュードモナス属、モラクセラ属、アシネトバクター属といった、肺炎の原因となり得る日和見病原体が含まれる。

## 解説
シュードモナス目はガンマプロテオバクテリア綱のタイプ目であり、セルビブリオ目（Cellvibrionales）とオケアノスピリルム目（Oceanospirillales）とともに、微生物叢のキーストーン種として様々な生態系において重要な役割を演じるガンマプロテオバクテリア綱の主要な目に数えられている。シュードモナス目は、化学物質で汚染された土壌の修復や植物関連微生物叢において重要な役割を果たしており、シュードモナス目に属する多くの菌種、例えばアシネトバクター・バウマニ（Acinetobacter baumannii）、モラクセラ・カタラーリス（Moraxella catarrhalis）、緑膿菌（Pseudomonas aeruginosa）などは、病原体として人間の健康に明確に関連する。
シュードモナス目のほぼすべてのメンバーは中温性であり、主要な細胞脂肪酸成分はC16:0、C16:1 ω7c及び/又はC16:1 ω6c、並びにC18:1 ω7c であり、主要な呼吸キノンはQ-9である。